# Артур Санья
Антоніо Артур Санья (нар. 1965) — політичний діяч Гвінеї-Бісау, глава уряду країни з вересня 2003 до травня 2004.